# Zatoichi
Zatoichi (japanska 座頭市 Zatōichi) är en fiktiv gestalt som förekommit i sammanlagt 27 japanska filmer. Zatoichi är en blind massör (anma) och hasardspelare (bakuto) som vandrar omkring i 1800-talets Japan, under edoperioden. Han livnär sig på tärningsspel (chō-han). I sin blindkäpp har han ett svärd dolt, vilket ofta kommer väl till pass.
I den ursprungliga filmserien spelades Zatoichi av Shintaro Katsu. 2003 gjorde Takeshi Kitano en ny film, även den med titeln Zatoichi. Den amerikanska filmen Blind Fury är en remake på den sjuttonde Zatoichi-filmen, Zatoichi Challenged.

## Filmografi (originalserien)
Originalserien består av 26 filmer
| Nr | Engelsk titel                          | År   | Kanji                      | Romaji                                         |
| -- | -------------------------------------- | ---- | -------------------------- | ---------------------------------------------- |
| 1  | The Tale of Zatoichi                   | 1962 | 座頭市物語                 | Zatōichi monogatari                            |
| 2  | The Tale of Zatoichi Continues         | 1962 | 続・座頭市物語             | Zoku Zatōichi monogatari                       |
| 3  | New Tale of Zatoichi                   | 1963 | 新・座頭市物語             | Shin Zatōichi monogatari                       |
| 4  | The Fugitive                           | 1963 | 座頭市兇状旅               | Zatōichi kyojo tabi                            |
| 5  | On The Road                            | 1963 | 座頭市喧嘩旅               | Zatōichi kenka-tabi                            |
| 6  | Zatoichi and the Chest of Gold         | 1964 | 座頭市千両首               | Zatōichi senryō-kubi                           |
| 7  | Zatoichi's Flashing Sword              | 1964 | 座頭市あばれ凧             | Zatōichi abare tako                            |
| 8  | Fight, Zatoichi, Fight                 | 1964 | 座頭市血笑旅               | Zatōichi kesshō-tabi                           |
| 9  | Adventures of Zatoich                  | 1964 | 座頭市関所破り             | Zatōichi sekisho yaburi                        |
| 10 | Zatoichi's Revenge                     | 1965 | 座頭市二段斬り             | Zatōichi nidan-kiri                            |
| 11 | Zatoichi and the Doomed Man            | 1965 | 座頭市逆手斬り             | Zatōichi sakate giri                           |
| 12 | Zatoichi and the Chess Expert          | 1965 | 座頭市地獄旅               | Zatōichi Jigoku tabi                           |
| 13 | Zatoichi's Vengeance                   | 1966 | 座頭市の歌が聞える         | Zatōichi no uta ga kikoeru                     |
| 14 | Zatoichi's Pilgrimage                  | 1966 | 座頭市海を渡る             | Zatōichi umi o wataru                          |
| 15 | Zatoichi's Cane Sword                  | 1967 | 座頭市血煙り街道           | Zatōichi tekka tabi                            |
| 16 | Zatoichi the Outlaw                    | 1967 | 座頭市牢破り               | Zatōichi rōyaburi                              |
| 17 | Zatoichi Challenged                    | 1967 | 座頭市鉄火旅               | Zatōichi chikemuri kaido                       |
| 18 | Zatoichi and the Fugitives             | 1968 | 座頭市果し状               | Zatōichi hatashi-jō                            |
| 19 | Samaritan Zatoichi                     | 1968 | 座頭市喧嘩太鼓             | Zatōichi kenka-daiko                           |
| 20 | Zatoichi Meets Yojimbo                 | 1970 | 座頭市と用心棒             | Zatōichi to Yōjinbō                            |
| 21 | Zatoichi at the Fire Festival          | 1970 | 座頭市あばれ火祭り         | Zatōichi abare-himatsuri                       |
| 22 | Zatoichi Meets the One Armed Swordsman | 1971 | 新座頭市・破れ！唐人剣     | Shin Zatōichi: Yabure! Tojin-ken               |
| 23 | Zatoichi at Large                      | 1972 | 座頭市御用旅               | Zatōichi goyō-tabi                             |
| 24 | Zatoichi in Desperation                | 1972 | 新座頭市物語・折れた杖     | Shin Zatōichi monogatari: Oreta tsue           |
| 25 | Zatoichi's Conspiracy                  | 1973 | 新座頭市物語・笠間の血祭り | Shin Zatōichi monogatari: Kasama no chimatsuri |
| 26 | Shintaro Katsu's Zatoichi              | 1989 | 座頭市                     | Zatōichi                                       |